# وازگن یکم

عالیجناب جاثلیق وازگن یکم بخارستی (ارمنی: Վազգէն Ա Բուխարեստցի; انگلیسی: Vazken I of Bucharest؛ ۲۰ سپتامبر ۱۹۰۸ – ۱۸ اوت ۱۹۹۴) جاثلیق کل ارمنیان از سال ۱۹۵۵ تا سال ۱۹۹۴ میلادی به مدت ۳۹ سال یکی از جاثلیق‌های ارمنیان بود که در این مقام رهبری نمود.

## زندگی
وی با نام اصلی لوُن کاراپت بالجیان (به ارمنی: Լևոն Կարապետ Աբրահամի Պալճյան) در شهر بخارست به دنیا آمد. پدر وی کفاش و مادرش نیز معلم مدرسه بود. وی از دانشکده فلسفه دانشگاه بخارست فارغ‌التحصیل شد.

## جوایز
- قهرمان ملی ارمنستان

## نگارخانه

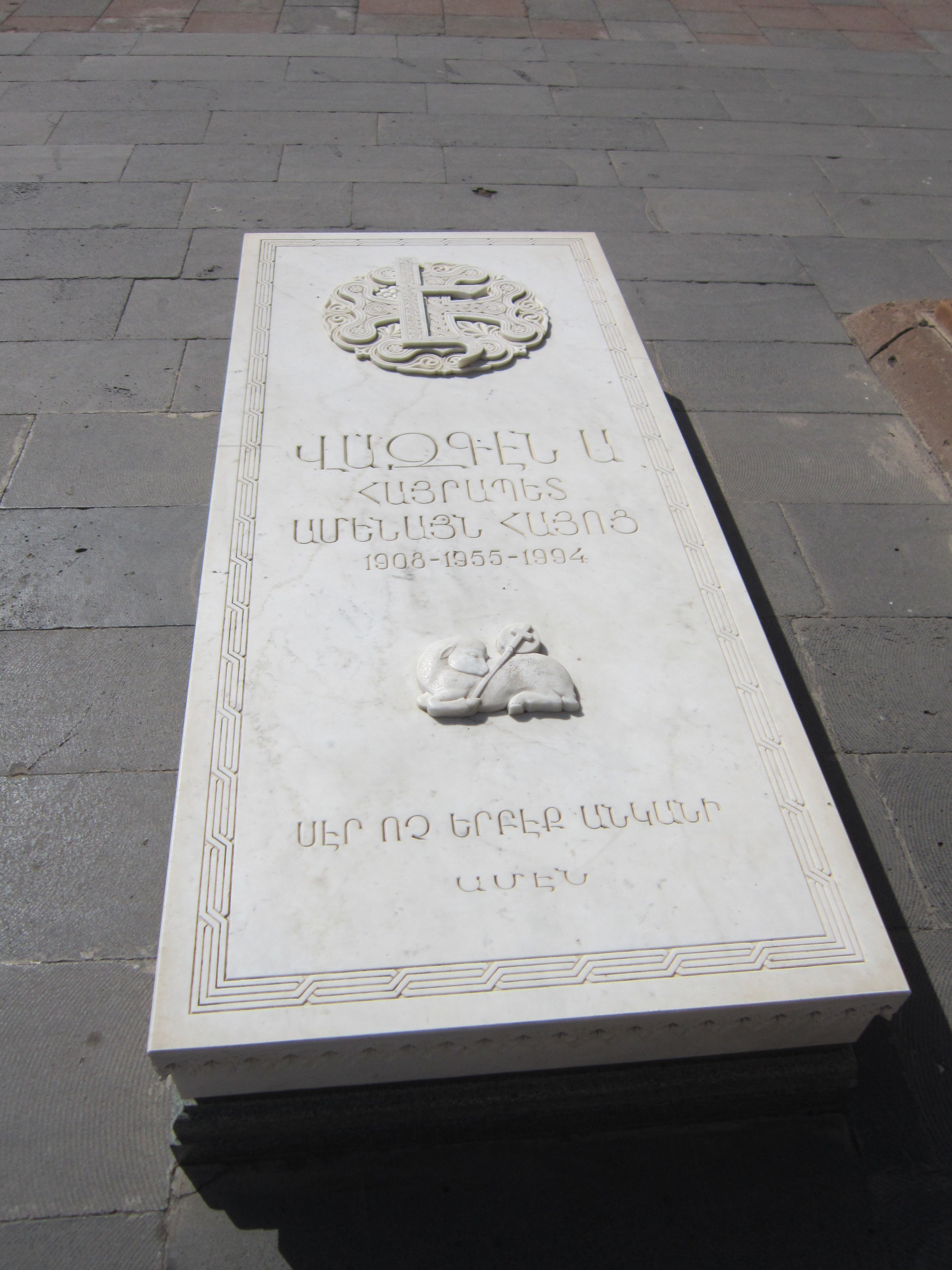
مزار عالیجناب جاثلیق وازگن یکم بخارستی
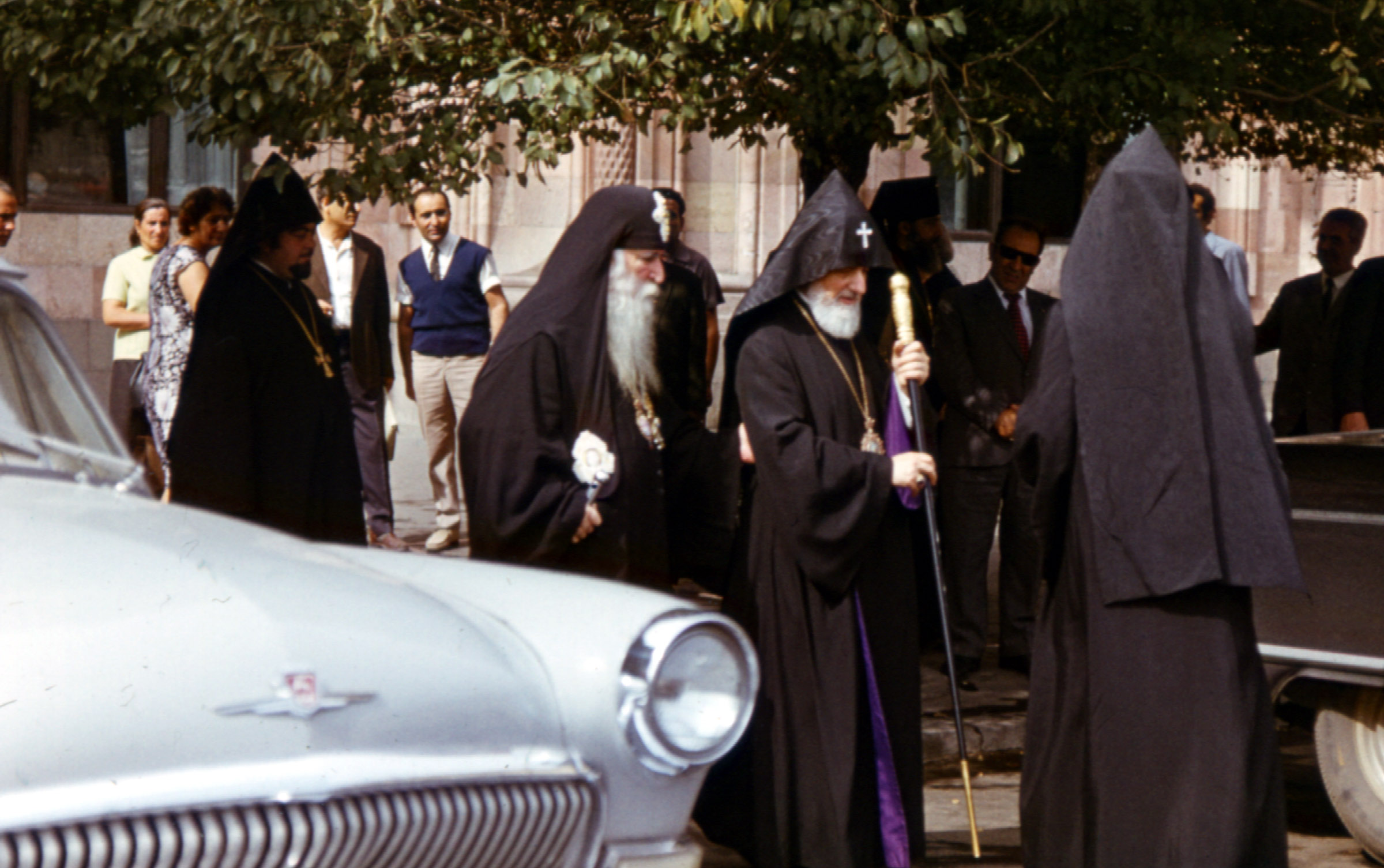
ایروان - ملاقات جاثلیق‌های ارمنستان و گرجستان - اکتبر ۱۹۷۲